# Fokker F.56
De Fokker F.56 is een door Fokker ontworpen passagiersvliegtuig dat niet gebouwd is.

## Geschiedenis
In november 1935 publiceerde Fokker voor het eerst gegevens over een ontwerp genaamd 'Ontwerp 127'. Dit ontwerp werd al snel F.56 genoemd. Het getal "56" werd gebruikt om een indruk te geven van de grootte van het vliegtuig: het getal "56" stond voor het aantal passagiers dat het vliegtuig zou kunnen vervoeren. De F.56 was een groot vliegtuig voor zijn tijd, het toestel zou twee dekken krijgen. Voor routes naar Indië zou het vliegtuig 28 slaapplaatsen hebben. Hoewel er in deze tijd in Amerika geen Fokker-vliegtuigen werden gebouwd, nam Fokker wel de in Amerika gebruikelijke nummering met Arabische cijfers over. De F.56 zou geen hoogdekker geworden zijn, in tegenstelling tot alle eerder gebouwde Fokker verkeersvliegtuigen. Bij de F.56 werd gekozen voor een middendekker ontwerp. Het onderstel van het toestel zou in de vleugel opgetrokken kunnen worden. Een opvallend aspect vormden de dubbele kielvlakken. Fokker werd gedwongen vast te houden aan de bekende productiewijze, waarin de vleugel van hout, en een romp van staalbuis en linnen gebruikt wordt. Omschakeling naar metaalbouw zou te veel tijd hebben gekost. In februari 1936 werd het vliegtuig aan de KLM aangeboden. De KLM koos echter voor de Douglas DC4E, omdat deze een drukcabine had. De kon F.56 geen drukcabine krijgen, omdat het toestel gemaakt zou worden van staalbuis en linnen. Fokkers enige wapen in de concurrentieslag met de DC-4E was de luxe die de F.56 bood. De F.56 bood veel ruimte aan passagiers, ook waren er op het benedendek twee kleedkamers met elk twee wastafels en een ruime keuken aanwezig. Fokker beweerde dat passagiers in de F.56 minder last zouden hebben van lawaai dan in de DC4E. 